# 中非洲足球總會聯會
中非洲足球總會聯會（法語：Union des fédérations de football d'Afrique centrale，簡稱UNIFFAC）是一個地區足球管理組織。
喀麥隆籍會長伊耶·穆罕默德（Iya Mohammed）於2008年獲選連任。

## 成員
| 國家隊           | 足球協會                 |
| ---------------- | ------------------------ |
| 喀麦隆           | 喀麥隆足球協會           |
| 中非             | 中非足球協會             |
|                  | 乍得足球協會             |
| 刚果共和国       | 剛果共和國足球協會       |
| 刚果民主共和国   | 剛果民主共和國足球協會   |
| 赤道几内亚       | 赤道畿內亞足球協會       |
| 加彭             | 加蓬足球協會             |
| 聖多美和普林西比 | 聖多美和普林西比足球協會 |

## 競賽
- CEMAC盃（CEMAC Cup）；
- UNIFFAC盃（UNIFFAC Cup）；

2011年1月宣佈將會舉辦一項女子足球錦標賽及重辦球會盃賽。

## 外部連結
- CAFonline.com（页面存档备份，存于）